# Condado de Lemos

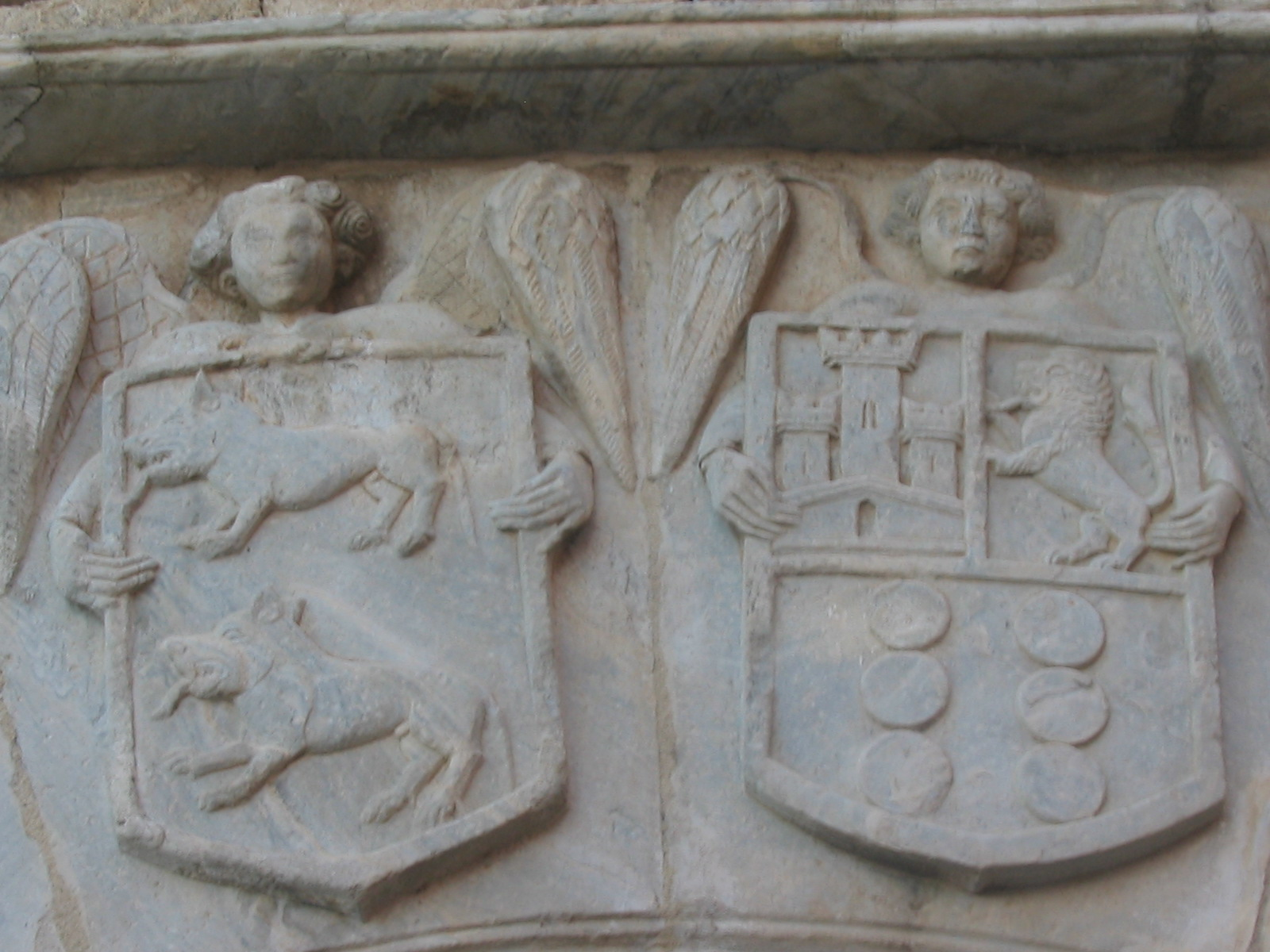
Escudo dos Condes de Lemos, emprazado sobre a porta do palácio condal de Monforte de Lemos; os seis rolos correspondem ao escudo da Família Castro, e os lobos seguintes a dos Osorio.

Conde de Lemos é um título nobiliárquico galego, ligado à cidade galega de Monforte de Lemos. No começo, o condado de Lemos era ligado à Trastâmara e Sarria, e tinha caráter não hereditário. O Condado de Lemos como título autônomo, hereditário e perpétuo começou com Pedro Álvarez Osorio.
Tradicionalmente esteve ligado à Casa de Castro, segundo Manuel Murguía, uma estirpe "quase real" e segundo Hermida Balado, a única linhagem galega que pode dar lugar a uma família real. Uma das teorias que situam a origem da família dos Castro, remete aos Castro de Castro Xeriz como descendentes do Rei da Galiza, dom García, morto prisioneiro no castelo de Luna em 1090; Dom García teve Fernán Ruiz de Castro que casou com María Álvarez e tiveram Rodrigo Fernández de Castro, "O Calvo". O escudo do ramo galego dos Castro eram seis rolos de azure no campo de prata, dos quais ao longo da evolução da família foram-se complementando com outros, como os lobos esfolados da família Osorio.
"O título de Lemos teve um lustre e uma consideração que nenhuma outra Casa da grandeza excedeu e que só as maiores igualaram". (F. Fdz. De Bethencourt).
"eu não sou dos que, o Rei, Senhor, trata como Grandes, senão que são Grande e tão antigo como não há em Castela" (I Conde De Lemos)
"A vossa majestade é dono de mandar cobrir na sua real presença a quem lhe parecer, porem a grandeza dos Condes de Lemos fizeram-na Deus e o tempo" (XI Conde de Lemos a Felipe V)
As personagens mais relevantes da família são Pedro Fernández de Castro e Andrade, VII Conde de Lemos, e Fernán Ruiz de Castro, Toda a lealdade de Espanha.

## Relação dos Condes de Lemos

### Condado de Lemos, Trastâmara e Sarria, de caráter não hereditário. Primeiro ramo dosCastro
- Albar Núñez Osorio, I conde de Lemos, Trastâmara e Sarria, privado do Rei Afonso XI. Afonso XI confisca-lhe os condados a Alvar e entrega-los ao seu filho bastardo, Enrique.

- Enrique Enríquez de Castela, II Conde de Lemos, Trastâmara e Sarria; mais tarde Rei de Castela e Leão, como Enrique II de Trastâmara, dando lugar à dinastia de Trastâmara. Em 1366, o seu meio-irmão, o Rei Pedro I O Cruel, confisca-os seus estados galegos, e concede-os a Fernán Ruiz de Castro.

- Fernán Ruiz de Castro Toda a Lealdade de España , III Conde de Lemos, Trastâmara e Sarria, filho do primeiro senhor jurisdicional de Monforte De Lemos, Pedro Fernández de Castro O da Guerra.

- Pedro Enríquez de Castro, IV Conde de Lemos, Trastâmara e Sarria e condestável de Castela.

- Fadrique Enríquez de Castela, também chamado Fadrique Enríquez de Castela e Castro. Em 1429 Juan II confisca-lhe todos os seus bens e títulos. Falece em 1430, prisioneiro no castelo de Peñafiel. A sua irmã, Beatriz Enríquez de Castro, lutou por recuperar os seus bens e títulos; casou com seu sobrinho, Pedro Álvarez Osorio, senhor de Cabrera e Ribeira, matrimônio a quem lhe devolve o título confiscado, já com caráter hereditário.

### Condado de Lemos, com carácter hereditário. Segundo ramo dosCastroe osOsorio
- Pedro Álvarez Osorio (? - 1483), I Conde de Lemos.[3] O seu matrimônio com Beatriz Enríquez de Castro levou a concessão do condado de Lemos, anteriormente ligado ao da Trastâmara e Sarria, com caráter hereditário e perpétuo, por carta real de Henrique IV, em Sevilha de 26 de junho de 1456 e dirigida à Casa de Lemos.[3]

- Rodrigo Enríquez Osorio ou Rodrigo Enríquez de Castro (1459 - 1522), II Conde de Lemos, Grande da Espanha.

- Beatriz de Castro Osorio "A Formosa" (1480 - 1570), III Condessa de Lemos, Grande da Espanha e mãe do célebre cardeal D. Rodrigo de Castro Osorio

- Fernando Ruiz de Castro Osorio e Portugal ou Fernando de Castro e Portugal (1505 - 1575), IV Conde De Lemos, I Marquês de Sarria e Grande da Espanha. Foi pai da escritora Isabel de Castro e Andrade.

- Pedro Fernández de Castro Andrade e Portugal, O Velho (1524 - 1590); V conde de Lemos, II Marquês de Sarria e Grande da Espanha.

- Fernando Ruiz de Castro Andrade e Portugal (1548 - 1601), VI Conde de Lemos, III Marquês de Sarria e Grande da Espanha.

- Pedro Fernández de Castro e Andrade, VII conde de Lemos (1576 - 1622), IV Marques de Sarria, Grande da Espanha, Presidente do Conselho de Índias, Vice-rei de Nápoles e Presidente do Conselho Supremo da Itália; "Gran Conde de Lemos" "Honra da nossa Idade", gran mecenas e personagem de maior relevância e transcendência da sua estirpe. Sobrinho do Cardeal Rodrigo de Castro Osorio. Faleceu sem descendência, pelo qual a sua linhagem passou ao seu irmão, o oitavo conde de Lemos.

- Francisco Ruiz de Castro, Andrade e Portugal (1582 - ?), VIII conde de Lemos, V Marquês de Sarria. Em 1629, renuncia a todos os seus títulos e possessões e ingressa como monge beneditino no Mosteiro de Sahagún, com o nome de Frei Agustín de Castro.

- Francisco Fernández de Castro (1613 - 1662), IX Conde de Lemos, VI Marquês de Sarria.

- Pedro Antonio Fernández de Castro (1634 - 1667), X Conde de Lemos, VII Marquês de Sarria, XXVII Vice-rei do Peru entre 1667 e 1672, durante o reinado de Carlos II de Espanha (1665-1700) da Casa da Austria.

- Ginés Miguel María da Concepción Ruiz de Castro Andrade e Portugal Osorio(1666 - ?), XI conde de Lemos, IX conde de Vilalba e VIII marquês de Sarria, que faleceu sem descendência e cuja linhagem passou à sua sobrinha, Rosa María de Castro e Centurión.

- Rosa María de Castro e Centurión (? - 1772). XII Condessa de Lemos, Grande de Espanha e IX Marquesa de Sarria, falece em 1722 sem descendência. Após disputas hereditárias entre ramos da família, o título passa ao seu sobrinho, o Duque de Béjar.

- Joaquín Lòpez De Zúñiga, Sotomayor e Castro (1715 - 1777), XIII Conde de Lemos, Grande de Espanha e X Marquês de Sarria. Falece sem descendência, e com ele extingue-se a "Casa de Castro" como hereditária do Condado de Lemos, que passa junto ao Marquesado de Sarria ao ramo parental mais próximo, a Casa de Berwick e Alba.

### Passagem do título àCasa de Berwick e Alba
- James Francis Edward Fitz-James Stuart e Ventura Colón de Portugal (1718-1785), XIV conde de Lemos, XI marquês de Sarria, III duque de Berwick e grande de Espanha; herda o título ao ser o quarto neto de Fernando Ruíz de Castro e Portugal (irmão do VII e VIII condes de Lemos). Casa em 26 de julho de 1738 com María Teresa da Silva e Álvarez de Toledo, filha dos duques de Alba.

- Carlos Fitz-James Stuart e Silva (1752-1787), XV conde de Lemos, XII marquês de Sarria e grande de Espanha. Casa em 15 de setembro de 1771 com Carolina Augusta Stolberg e Hornes.

- Jacobo Fitz-James Stuart e Stolberg (1773-1794), XVI conde de Lemos, XIII marquês de Sarria, III duque de Berwick e grande de Espanha.

- Jacobo Fitz-James Stuart e Silva (1791-1794), XVII conde de Lemos, XIV marquês de Sarria, IV duque de Berwick e grande de Espanha. Faleceu aos 3 anos.

- Carlos Miguel Fitz-James Stuart e Silva (1794-1835), XVIII conde de Lemos, XV marquês de Sarria, V duque de Berwick, XIV duque de Alba e grande de Espanha.

- Jacobo Luis Fitz-James Stuart e Ventimiglia (1821-1881), XIX conde de Lemos, XVI marquês de Sarria, VI duque de Berwick, XIV duque de Alba e grande de Espanha. Casa com Francisca de Palafox Portocarrero, IX condessa de Montijo, irmã da imperatriz Eugénia.

- Carlos María Fitz-James Stuart e Portocarrero (1849-1901), XX conde de Lemos, XVII marquês de Sarria, VII duque de Berwick, XVI duque de Alba e grande de Espanha.

- Jacobo Fitz-James Stuart e Falcó (1878-1953), XXI conde de Lemos, XVIII marquês de Sarria, XVII duque de Alba, VIII duque de Berwick e grande de Espanha.

- María del Rosario Cayetana Fitz-James Stuart e de Silva (1926-2014), XXII condessa de Lemos, XIX marquesa de Sarria, IX duquesa de Berwick, XVIII duquesa de Alba e outros títulos, dezessete vezes grande de Espanha.